# Neoarchaediscus
Neoarchaediscus es un género de foraminífero bentónico de la subfamilia Asteroarchaediscinae, de la familia Archaediscidae, de la superfamilia Archaediscoidea, del suborden Fusulinina y del orden Fusulinida. Su especie tipo es Archaediscus incertus. Su rango cronoestratigráfico abarca desde el Viseense (Carbonífero inferior) hasta el Bashkiriense (Carbonífero superior).

## Discusión
Algunas clasificaciones más recientes incluyen Neoarchaediscus en el Suborden Archaediscina, del Orden Archaediscida, de la Subclase Afusulinana y de la Clase Fusulinata.

## Clasificación
Neoarchaediscus incluye a las siguientes especies:
- Neoarchaediscus akchimensis †
- Neoarchaediscus conili †
- Neoarchaediscus dissolutus †
- Neoarchaediscus exiguus †
- Neoarchaediscus gnomellus †
- Neoarchaediscus hubeiensis †
- Neoarchaediscus incertus †
- Neoarchaediscus latispiralis †
- Neoarchaediscus maxvillensis †
- Neoarchaediscus parvus †
- Neoarchaediscus pirleti †
- Neoarchaediscus planus †
- Neoarchaediscus pohli †
- Neoarchaediscus rugosimilis †
- Neoarchaediscus rugosus †
- Neoarchaediscus stellatus †
- Neoarchaediscus subbashkiricus †
- Neoarchaediscus tchaboksarensis †
- Neoarchaediscus ussuricus †
- Neoarchaediscus volynicus †

En Neoarchaediscus se ha considerado el siguiente subgénero:
- Neoarchaediscus (Lensarchaediscus), aceptado como género Lensarchaediscus